# Danmarks ambassade i Algier
Danmarks ambassade i Algier er Danmarks diplomatiske mission i Algeriet. Ambassaden blev oprettet i 2004, og er også ansvarlig for Tunesien.
Ambassaden har til opgave at styrke forholdet mellem Danmark og Algeriet og arbejder på at fremme det bilaterale samarbejde inden for områder som handel, politik, kultur og uddannelse. Ambassaden bistår også danske virksomheder, der ønsker at etablere sig i Algeriet og støtter den danske eksport til landet.
Den nuværende danske ambassadør i Algeriet er Katrine From Høyer, der tiltrådte i 2023. Ambassaden har også et team af medarbejdere, der arbejder på forskellige områder som handel, politik og kultur.
Ambassaden har en række opgaver, herunder at beskytte danske borgeres rettigheder og interesser i Algeriet, bistå danske statsborgere, der rejser til Algeriet, og fremme interkulturel forståelse mellem Danmark og Algeriet. Ambassaden arbejder også tæt sammen med de danske konsuler i Tunesien og Marokko.

## Historie
Danmarks ambassade i Algeriet blev oprettet i 2004, da Danmark besluttede at etablere diplomatiske forbindelser med Algeriet. Tidligere havde Danmark ikke haft en ambassade i Algeriet, men havde dækket landet fra ambassaden i Rabat i Marokko.
Etableringen af ambassaden var en del af Danmarks ønske om at styrke det bilaterale samarbejde med Algeriet og fremme dialogen mellem de to lande. Algeriet er en vigtig aktør i Nordafrika og Sahel-regionen, og Danmark ønskede at spille en aktiv rolle i at støtte landets udvikling og bidrage til regionens stabilitet.